# سونی فایننشیال هولدینگز

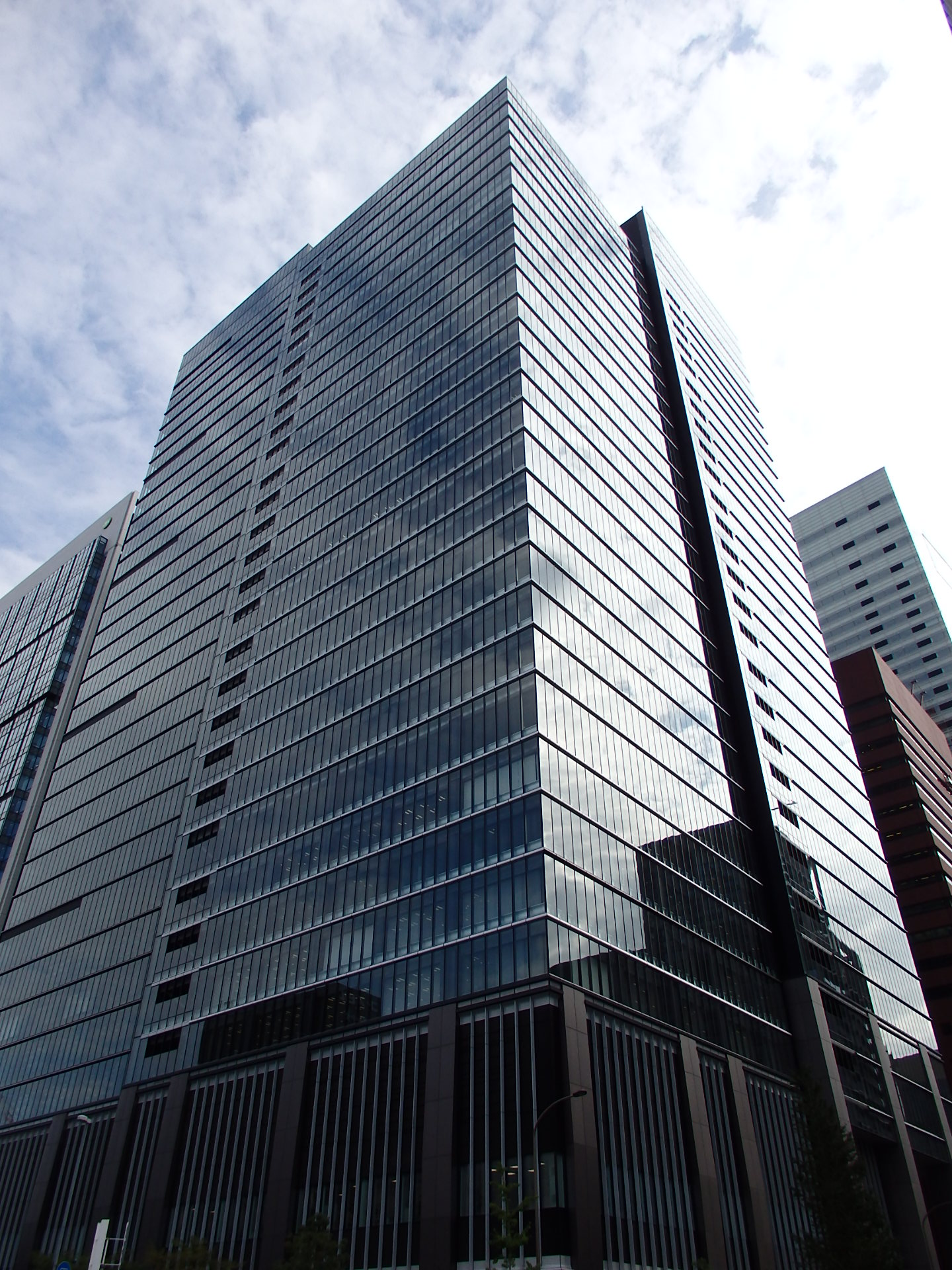
برج سونی فایننشیال هولدینگز در توکیو ژاپن

سونی فایننشیال هولدینگز (به ژاپنی: ソニーフィナンシャルホールディングス株式会社 Sonī Finansharu Hōrudingusu Kabushiki-gaisha) (به انگلیسی: ‎Sony Financial Holdings Inc.) یک شرکت مالک برای امور خدمات مالی شرکت سونی است.
این شرکت، بر عملیات بیمه زندگی سونی، شرکت خدمات بیمه سونی، بانک سونی و دیگر شرکت‌ها نظارت دارد.
مقر اصلی شرکت مالک مالی سونی در توکیو ژاپن است.